# Mesochorus muscosus
Mesochorus muscosus là một loài tò vò trong họ Ichneumonidae.